# Trinta Tiranos (Roma Antiga)
Trinta Tiranos (em latim: Tyranni Triginta) é o coletivo utilizado na História Augusta para designar os usurpadores (tiranos) que alegadamente apareceram durante os reinados de Valeriano (r. 253–260) e Galiano (r. 253–268). O capítulo foi atribuído a Trebélio Polião, uma das seis identidades criadas pelo autor anônimo da História Augusta, e seu título alude aos Trinta Tiranos que governaram Atenas após a Guerra do Peloponeso sob imposição de Esparta. Ao todo são listados 32 usurpadores, os últimos deles tendo vivido no tempo de Maximino Trácio (r. 235–238) e Cláudio II (r. 268–270) respectivamente.